# Emma Mackey
Emma Mackey, właśc. Emma Margaret Marie Tachard-Mackey (ur. 4 stycznia 1996 w Le Mans) – francusko-brytyjska aktorka, która grała w serialu Sex Education.

## Życiorys

### Młodość
Emma Mackey jest córką Francuza, który był dyrektorem szkoły, i Angielki. Dorastała w Sablé-sur-Sarthe, gdzie zdała maturę w 2013 roku, a następnie przeprowadziła się do Anglii, aby studiować język angielski i literaturę na Uniwersytecie w Leeds. Ukończyła studia w 2016 Później mieszkała w Londynie.

### Kariera
W latach 2019–2023 Mackey występowała w serialu komediodramatycznym Netflixa Sex Education jako Maeve Wiley, która przekonuje kolegę do założenia w szkole podziemnej firmy zajmującej się terapią seksualną. Był to jej pierwszy duży serial telewizyjny. W maju 2020 roku ogłoszono, że zagra Emily Brontë w filmie biograficznym, który skupi się na wczesnym etapie życiu tej pisarki.

## Filmografia
- 2019-2023: Sex Education jako Maeve Wiley (serial TV)
- 2020: The Winter Lake jako Holly (film TV)
- 2021: Eiffel jako Adrienne Bourgès
- 2022: Śmierć na Nilu jako Jacqueline de Bellefort
- 2022: Emily jako Emily Brontë
- 2023: Barbie jako Barbie - fizyk